# Ida Ou Gougmar
Ida Ou Gougmar (àrab إد أو ڭوڭمار) és una comuna rural de la província de Tiznit de la regió de Souss-Massa. Segons el cens de 2014 tenia una població total de 5.792 persones.